# Джалолов, Наджмуддин
Наджмуддин Джалолов (узб. Муҳаммад Фотиҳ Абу Яхъё Нажмиддин Жалолов, известен как Мухаммад Фатих Абу Яхъя, 1972—2009) — узбекский полевой командир, основатель и лидер «Группы Исламского джихада», впоследствии — «Союза исламского джихада».

## Первые годы жизни
Наджмуддин Джалолов родился 1 апреля 1972 года в селе Хартум Андижанского тумана в образованной и религиозной семье. Отмечают, что он отличался активностью, любовью к учёбе, чтению. Он рано начал интересоваться религией, брал уроки у узбекского проповедника Абдували-кори Мирзаева и его учеников, до тех пор, пока Мирзаев не пропал без вести.

## На Кавказе и в Узбекистане
Тогда Наджмуддин твёрдо решил вести «джихад», и осенью 1997 года приехал в Чечню. Там он в течение года проходил подготовку в лагере знаменитого командира Хаттаба. Получив необходимый боевой опыт, Джалолов и другие узбеки вернулись на родину. Там он, под руководством некого Абдуллаха принял участие в акциях февраля 1999 года в Ташкенте. После этого большая часть группы, включая Джалолова, вернулась в Чечню, и под командованием Хаттаба воевала в Дагестане. Есть сведения, что за время пребывания в Дагестане, Джалолов лично уничтожил 2 БТР и 1 вертолёт российской армии. Через некоторое время Джалолов снова прибыл в Чечню, где стал готовиться к самоподрыву. Перед самой операцией машина, на которой Абу Яхъя собирался подорвать себя, угодила под бомбёжку. Тогда Мухаммад Фатих не погиб, а получил лишь ранение в руку и отправился на лечение.

## В Афганистане
После выздоровления Джалолов переехал в Афганистан, где стал командиром отряда, воевавшего против Северного альянса. После падения Эмирата Абу Яхъя вошёл в состав группы, базировавшейся в долине Шах-е-Кот, проводил операции в Кабуле. Его группа одной из первых столкнулась с американской армией. Остатки этой группы впоследствии отошли в Хост, там присоединились к отряду известного командира Аль-Каиды Абу Лейса аль-Либи. В 2002 году Мухаммад Фатих обучался у некого шейха Абу Хаббаба.

## Группа Исламского джихада
Посоветовавшись с лидерами муджахидов, Абу Яхъя организовал собственную группу, которая стремилась к возвращению в Узбекистан и распространению «джихада» на всю Среднюю Азию. Первым делом он открыл тренировочный лагерь где-то в горах Хорасана, воспитанники которого потом отправлялись в Узбекистан. Огромное число новобранцев были бывшими членами Исламского движения Узбекистана.
Абу Яхъя прибывал одним из первых к сражениям, был достаточно скромен, умел выслушать собеседника, помогал и уважал бойцов группы, за что был уважаем в Афганистане.
В 2004 году были организованы взрывы американского и израильского посольств, а также офиса генерального прокурора в Ташкенте. В том же году были взорваны гостиница Шератон (основные постояльцы — дипломаты из западных стран), здания МВД и СНБ Узбекистана в Ташкенте, а также нескольких иудейских общин в Бухаре.

## Союз исламского джихада
После акций в Ташкенте и Бухаре Группа Исламского джихада приняла своё нынешнее название — «Союз исламского джихада». Одновременно расширилась деятельность группировки Джалолова, набирались рекруты из многих стран, в том числе России, стран Европы, Кавказа, Ближнего Востока, Средней и Южной Азии.
Планировались операции по подрыву американской базы Рамштайн, посольств США и Узбекистана в Германии, целью которых было вынуждение немцев расформировать крупную базу под Термезом. Люди, готовившие эти операции, были раскрыты и задержаны в местечке Зауэрланд в Германии.

## Смерть
14 сентября 2009 года Мухаммад Фатих Абу Яхъя Наджмуддин Джалолов погиб в Пакистане при бомбардировке американского беспилотника.